# Аглипай, Грегорио
Грегорио Лабайан Аглипай (таг. Gregorio Labayan Aglipay; 9 мая 1860 года, Илокос Норте — 1 сентября 1940 года, Манила) — филиппинский религиозный и политический деятель, церковный реформатор, первый глава (митрополит) Независимой Филиппинской церкви.

## Биография
Рано осиротел, мать у Грегорио Аглипая умерла, когда мальчику было примерно полтора года. Ребёнок жил и воспитывался у старших родственников матери. В 1876 году приезжает в Манилу, центр тогда Испанских Филиппин, где при материальной помощи родственников заканчивает частную школу, затем поступает в университет святого Фомы на юридический факультет. Однако в 1883 году юноша решает стать священником и идёт учиться в семинарию Виган.
12 декабря 1889 года был посвящён в священнический сан, и затем несколько лет работал в различных приходах Филиппин. С началом антииспанского восстания в 1896 году поддерживает восставших, хлопочет — и как правило, успешно — за помилование осуждённых на казнь патриотов. Неоднократно высказывал неудовольствие происпанской позицией католической церкви на Филиппинах. 20 октября 1898 года был назначен главным викарием армии Филиппинской республики. Оставался на этом посту и во время войны 1899—1901 года против оккупировавших Филиппины американских войск и был лишён сана от католической церкви.
В 1902 году основывает новую, не подчинявшуюся папе римскому Независимую Филиппинскую церковь, которую сам и возглавил. В начале 30-х годов XX столетия Грегорио Аглипай возглавил республиканскую партию, выступавшую за мирное достижение независимости, а в 1935 году, после предоставления Филиппинам автономии, баллотировался на пост президента страны, но выборы проиграл. В 1936—1937 годах его Республиканская партия входила в Народный альянс — реформистский блок единого национального фронта.
В 1939 году, после отмены в Независимой Филиппинской церкви целибата, Грегорио Аглипай женился. Скончался от инсульта.